# Linia kolejowa Łuchowicy – Zarajsk
Linia kolejowa Łuchowicy – Zarajsk – linia kolejowa w Rosji łącząca stację Łuchowicy ze ślepą stacją Zarajsk. 
Linia zarządzana jest przez region moskiewsko-riazański Kolei Moskiewskiej, wchodzącej w skład Kolei Rosyjskich. 
Linia położona jest w obwodzie moskiewskim. Na całej długości jest niezelektryfikowana i jednotorowa.

## Historia
Linia powstała w czasach carskich. Początkowo leżała w Imperium Rosyjskim, następnie w Związku Sowieckim. Od 1991 położona jest w Rosji.